# Neatypus
Neatypus is een monotypisch geslacht van straalvinnige vissen uit de familie van de loodsbaarzen (Kyphosidae).

## Soort
- Neatypus obliquus Waite, 1905